# 윈벤션

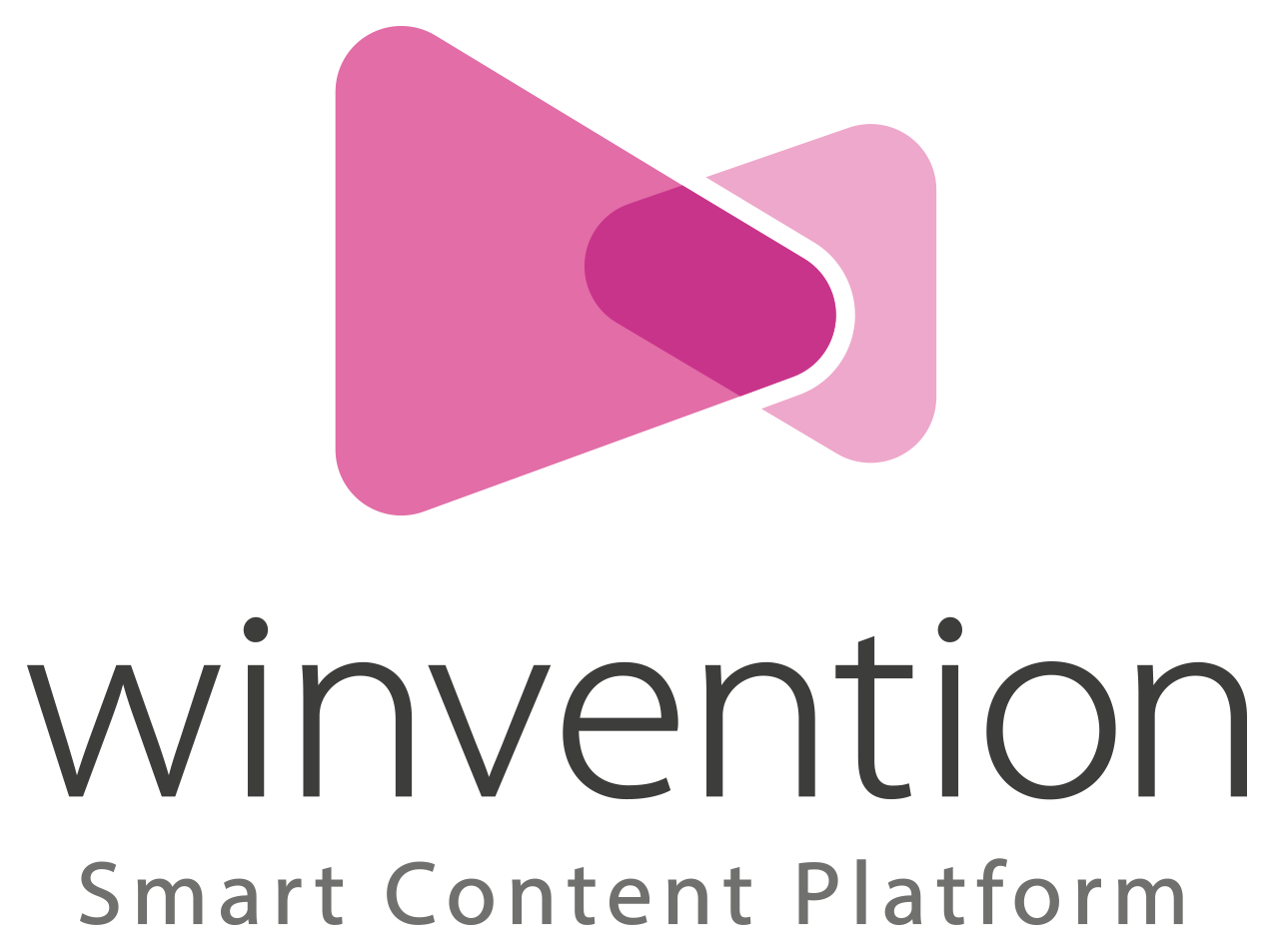
스마트 콘텐츠 플랫폼 윈벤션

윈벤션(winvention)은 타이탄플랫폼이 개발 및 서비스하는 스마트 콘텐츠 플랫폼이다.
동영상을 위주로 제공하는 기존의 플랫폼과는 달리 음원, 웹툰, VR, e-book 등 다양한 디지털 콘텐츠를 자유롭게 이용할 수 있으며, 사용자와 콘텐츠 창작자, 광고 클라이언트 등 이용자 모두가 만족하는 플랫폼 서비스를 지향하고 있다.
또한 윈벤션에서 서비스되는 모든 콘텐츠는 타이탄플랫폼만의 핵심기술인 TCI(TiTANplatform Content Identifier)라는 권리 보호 기술이 적용되어 저작권의 보호가 가능하다.
이 기술을 기반으로 윈벤션에 업로드 된 콘텐츠의 불법 다운로드, 불법 재생산 등을 원천적으로 차단하는 것은 물론 유통경로의 추적을 통해 콘텐츠 소비활동에서 생성되는 Big-Data를 창작자와 광고주에게 제공한다.
2016년 3월 '윈벤션'이라는 브랜드명으로 공식 런칭하며 서비스를 시작했으며, 2017년 10월 13일 글로벌 통합 버전 '타이탄 플레이'로 새롭게 출시됐다. 2017년 10월 4일에는 미국 LA에서 개최된 '글로벌 스마트 홈 디바이스 & 콘텐츠 테크 데모' 행사에서 타이탄 코어와 함께 소개되며 미국 시장 진출을 공식화했다.

### 핵심 기술
윈벤션은 타이탄플랫폼이 독자 개발한 TCI(TiTANplatform Content Identifier)기술을 기반으로 하고 있다. 이 기술은 사용자가 업로드하는 디지털 콘텐츠 내부에 TCI 식별코드를 삽입하여 해당 콘텐츠의 온라인 상 유통 경로를 추적하고 또한 인식코드 합치여부의 체크를 통해 불법 사용 및 불법 복제를 원천적으로 차단하기 위한 콘텐츠 보호기술로서 2014년 11월 대한민국에 특허 등록되었다. 대한민국 특허청 등록 번호는 10-1460410이다. 이 기술이 적용된 서비스를 이용하면 콘텐츠제공자가 콘텐츠파일의 적법한 배포 및 유통상황을 편리하게 확인할 수 있다. 또한 한번의 검색요청으로 식별코드를 이용한 검색, 사용자 입력정보를 이용한 검색, 메타데이터를 이용한 검색 등이 병행하여 진행되므로 콘텐츠파일의 배포상황을 광범위하게 확인할 수 있다. 이와 함께 적법한 콘텐츠와 부적법한 콘텐츠의 배포상황이 구분하여 제공되므로 불법적인 콘텐츠 배포상황을 확인하고, 배포자를 쉽게 추적하여 신고 등의 조치를 취할 수 있어 콘텐츠 제공자의 권리를 보호할 수 있다.

### 같이 보기
- 타이탄플랫폼
- 타이탄 플레이

### 참조 문헌
- '디지털 콘텐츠의 오픈마켓 ‘윈벤션’, 콘텐츠의 자유로운 거래 가능해' - IT데일리 2015.11.09
- "콘텐츠도 공정거래 하세요" 디지털 콘텐츠 플랫폼 `윈벤션` - 디지털타임즈 2015.11.05
- 디지털콘텐츠 유통의 새로운 혁명, ‘윈벤션’ 하반기 출시 - 조선비즈 2015.08.11
- 타이탄플랫폼, 디지털 콘텐츠의 새로운 유통 구조를 제시 - 헤럴드경제 2015.08.10
- 타이탄플랫폼, 미국 샌프란시스코 UN 미래 포럼 참석 - 국민일보 2015.08.07
- 타이탄플랫폼, 글로벌 투자회사 Zarco Investment Group 과 계약 체결 - 머니투데이 2015.08.03
- 타이탄플랫폼, 세계 최대 방송장비 전시회 ‘NAB Show 2017’ 참가 - 파이낸셜뉴스 2017.04.26
- 동영상·웹툰 어디서든 업로드... 타이탄플랫폼, 유튜브에 도전장 - 중앙일보 2017.05.10
- OTT 춘추전국 시대…콘텐츠가 승패 가른다 - 이뉴스투데이 2017.07.05
- 결정장애 이제 그만! 알아서 찾아주는 추천 서비스 '인기' - EBN 2017.07.05
- "유튜브? 구글이 라이벌" 당찬 토종 플랫폼 [강소기업이 미래다⑪ 타이탄플랫폼] - ZDNet Korea 2017.09.29
- 타이탄플랫폼, 통합 스마트콘텐츠플랫폼 및 스마트홈디바이스 미국시장 진출 - 머니투데이 2017.10.11
- 타이탄플랫폼, 한·미·중 등 8개국 글로벌 플랫폼 서비스 오픈 - 전자신문 2017.10.16